# Seyneb Saleh
Seyneb Saleh (ur. 25 grudnia 1987 w Aalen) – niemiecka aktorka filmowa, telewizyjna i teatralna. Najbardziej znana z roli Naadirah w filmie Bez słowa z 2018.

## Życiorys
Jej matka jest Niemką, a ojciec ma pochodzenie irackie. Przez dwa lata mieszkała w Casablance, uczęszczając do amerykańskiej szkoły. Wychowywała się jednak głównie w Niemczech. W latach 2008–2012 studiowała aktorstwo w Universität der Künste Berlin. W 2010 otrzymała stypendium Studienstiftung des deutschen Volkes.
Po zdobyciu głównej roli w Das rote Zimmer w filmie Rudolfa Thome, pojawiła się w Offroad, grając u boku takich aktorów jak Nora Tschirner i Elyas M’Barek. W 2012 dołączyła do zespołu teatru w Grazu. Poza małymi występami w filmach, pojawiała się głównie na scenie.

## Wybrana filmografia

### Filmy
| Rok  | Tytuł                   | Reżyser               | Komentarz            |
| ---- | ----------------------- | --------------------- | -------------------- |
| 2010 | Das rote Zimmer         | Rudolf Thome          |                      |
| 2012 | Offroad                 | Elmar Fischer         |                      |
| 2014 | FOR NOTHING             | Stephan Geene         |                      |
| 2014 | The Lies of the Victors | Christoph Hochhäusler |                      |
| 2017 | Neda                    | Afagh Irandoost       | film krótkometrażowy |
| 2018 | Bez słowa               | Duncan Jones          |                      |

### Telewizja
| Rok  | Tytuł          | Reżyser                        | Komentarz          |
| ---- | -------------- | ------------------------------ | ------------------ |
| 2018 | Deutschland 86 | Florian Cossen, Arne Feldhusen | serial, 2 odcinki  |
| 2012 | Dogs of Berlin | Christian Alvart               | serial, 6 odcinków |